# Schoolcraft (Michigan)
Schoolcraft è un villaggio degli Stati Uniti d'America, situato nello Stato del Michigan, nella contea di Kalamazoo.